# ARM Cortex-A17
El ARM Cortex-A17 es un núcleo de procesador de 32 bits que implementa la Arquitectura ARMv7-A, licenciada por ARM Holdings.  Proporciona hasta cuatro núcleos cache-coherent, sirve como sucesor del Cortex-A9 y reemplaza las anteriores especificaciones ARM Cortex-A12.  ARM afirma que el núcleo del Cortex-A17 proporciona un 60 % más de rendimiento que el del Cortex-A9, mientras que reduce el consumo de energía en un 20 % bajo la misma carga de trabajo.
ARM renombró la Cortex-A12 a una variante de la Cortex-A17 desde la segunda revisión del núcleo de la A12 a principios de 2014, porque estas dos eran indistinguibles en cuanto a su rendimiento y todas las características disponibles en la A17 se utilizaron como actualizaciones en la web de la A12.
Las nuevas características de la especificación de la Cortex-A17, que no se encuentran en la especificación de la Cortex-A9, son todas mejoras de la tercera generación de la Corteza-A de ARM, que también incluye la Cortex-A7 y la Cortex-A15:
- Hardware virtualización y 40-bits Grandes extensiones de dirección física (LPAE) de dirección
- Coherencia de todo el sistema, apoyando la arquitectura del "big.LITTLE".
- NEON unidad, para los datos de punto flotante y SIMD procesamiento
- Un número entero más profundo, con 10 y guion, 12 etapas,[5]
- Diseño completo ejecución fuera de servicio con unidades de carga/almacenamiento

Las implementaciones modernas del núcleo Linux reportarán y apoyarán las características arriba mencionadas así : 
```
procesador : 3
nombre del modelo: Procesador ARMv7 rev 1 (v7l)
BogoMIPS : 48.00
Características : half thumb fastmult vfp edsp thumbee neon vfpv3 tls vfpv4 idiva idivt vfpd32 lpae evtstrm
Implementador de la CPU: 0x41
Arquitectura de la CPU: 7
Variante de la CPU: 0x0
Parte de la CPU: 0xc0d
Revisión de la CPU: 1
```